# Mahkan, Syria
Mahkan (tiếng Ả Rập: محكان) là một thị trấn của Syria nằm ở quận Mayadin, Deir ez-Zor. Theo Cục Thống kê Trung ương Syria (CBS), Mahkan có dân số 10.086 trong cuộc điều tra dân số năm 2004. Trong cuộc nội chiến ở Syria, Mahkan bị ISIS chiếm đóng và bị Quân đội Syria bắt giữ vào ngày 23 tháng 10 năm 2017.